# Savinja

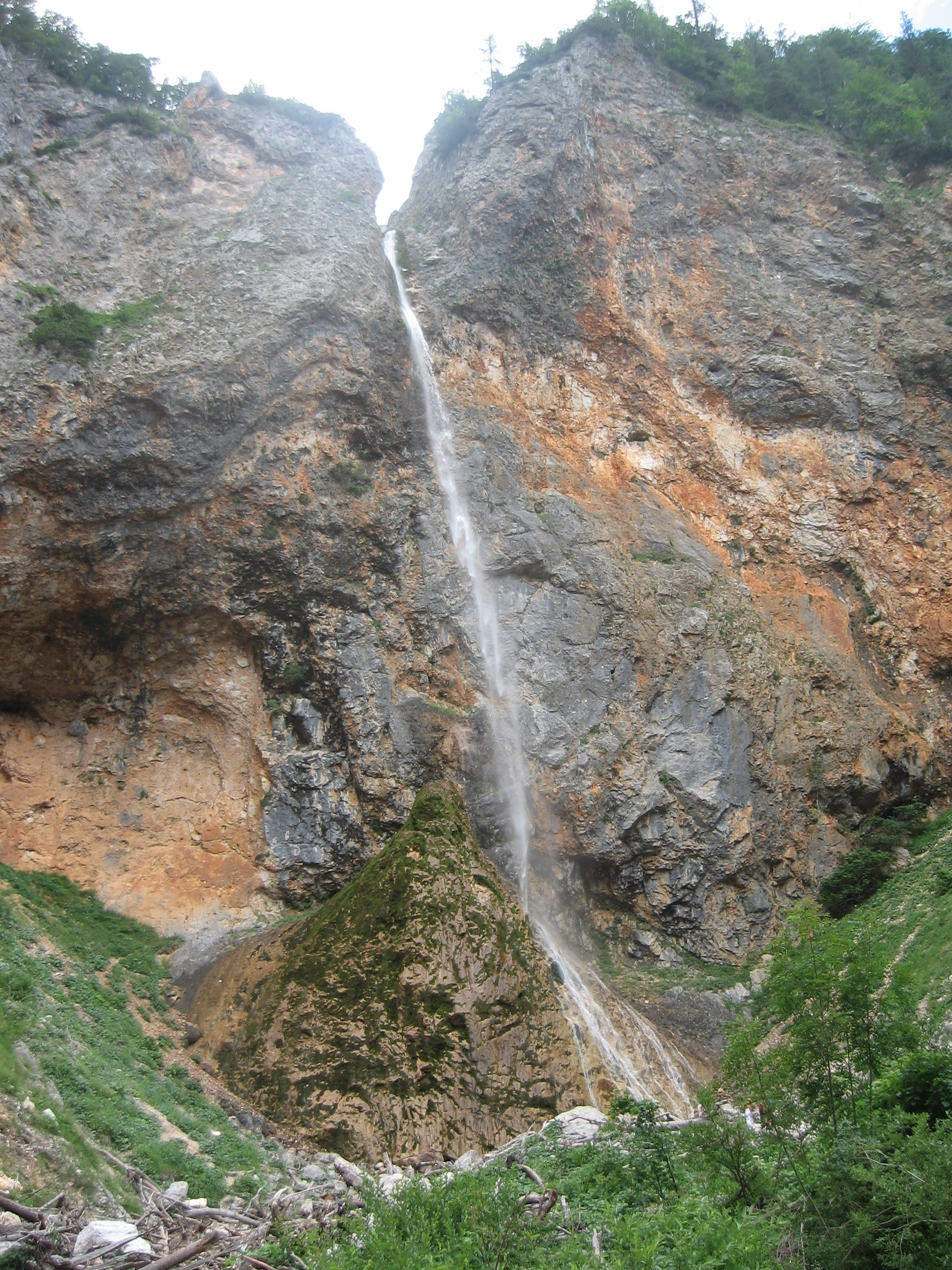
A Rinka vízesés közvetlenül a Savinja folyó forrása alatt található

A Savinja Északkelet-Szlovénia folyója. Útjának nagy részét a Felső- és Alsó-Savinja-völgyben (szlovénül: Zgornja in Spodnja Savinjska dolina) teszi meg, közben olyan városokat érint, mint Celje vagy Laško. A Savinja a fő vízfolyása a Savinja-Alpoknak (szlovénül Savinjske Alpe). Zidani Mostnál a Száva folyóba torkollik. A Savinja hossza 102 kilométer.

## Mellékvízfolyások
A Savinja fő mellékvízfolyásai a Solčavánál betorkolló Jušef és Klobaša, a Lučnica Lučénél, a Ljubnica Ljubnónál, a Dreta Nazarjénél, a Paka Šmartno ob Pakinál és a Ložnica, Voglajna és Hudinja, amelyek mind Celjénél érik el a folyót.

## Élet a folyó mentén
Ahogy a többi nagyobb szlovéniai folyón, úgy a Savinján is régebben helyi jelentőségű hajózás, áruszállítás és tutajozás (faúsztatás) folyt. A vasutak 19. századi és a vízierőművek 20. századi kiépültével ez megszűnt. Emléküket azonban egyebek mellett Boris Kalin 1961-es Tutajos (szlovénül Splavar) szobra is őrzi, mely Celjében, a folyó bal partján áll.

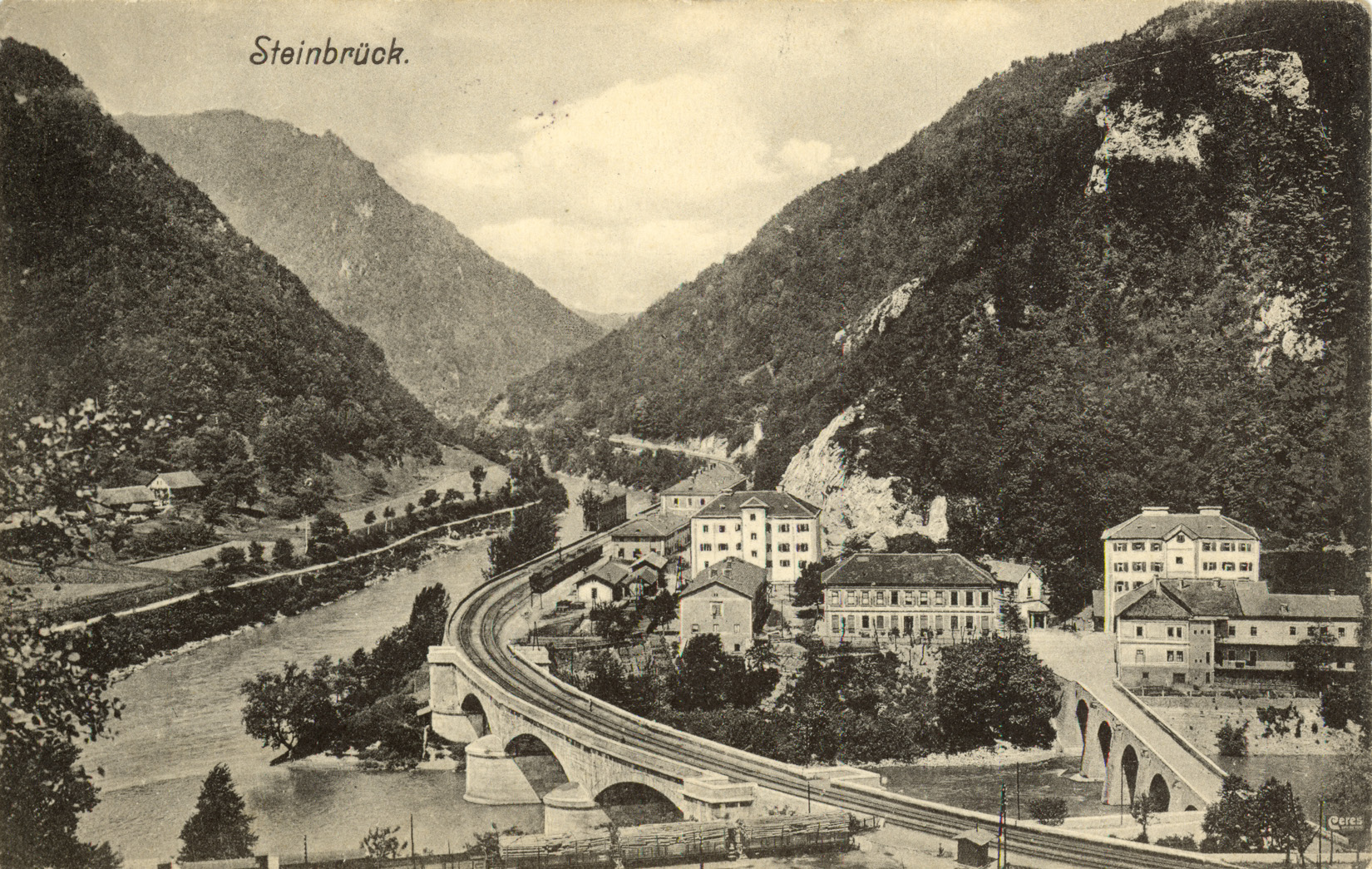
A Száva és a Savinja találkozása Zidani Mostnál, ahol a Savinja a torkolatánál három hid alatt is átfolyik. Az 1914-es fotón még csak két híd látható, az új vasúti hidat azóta építették
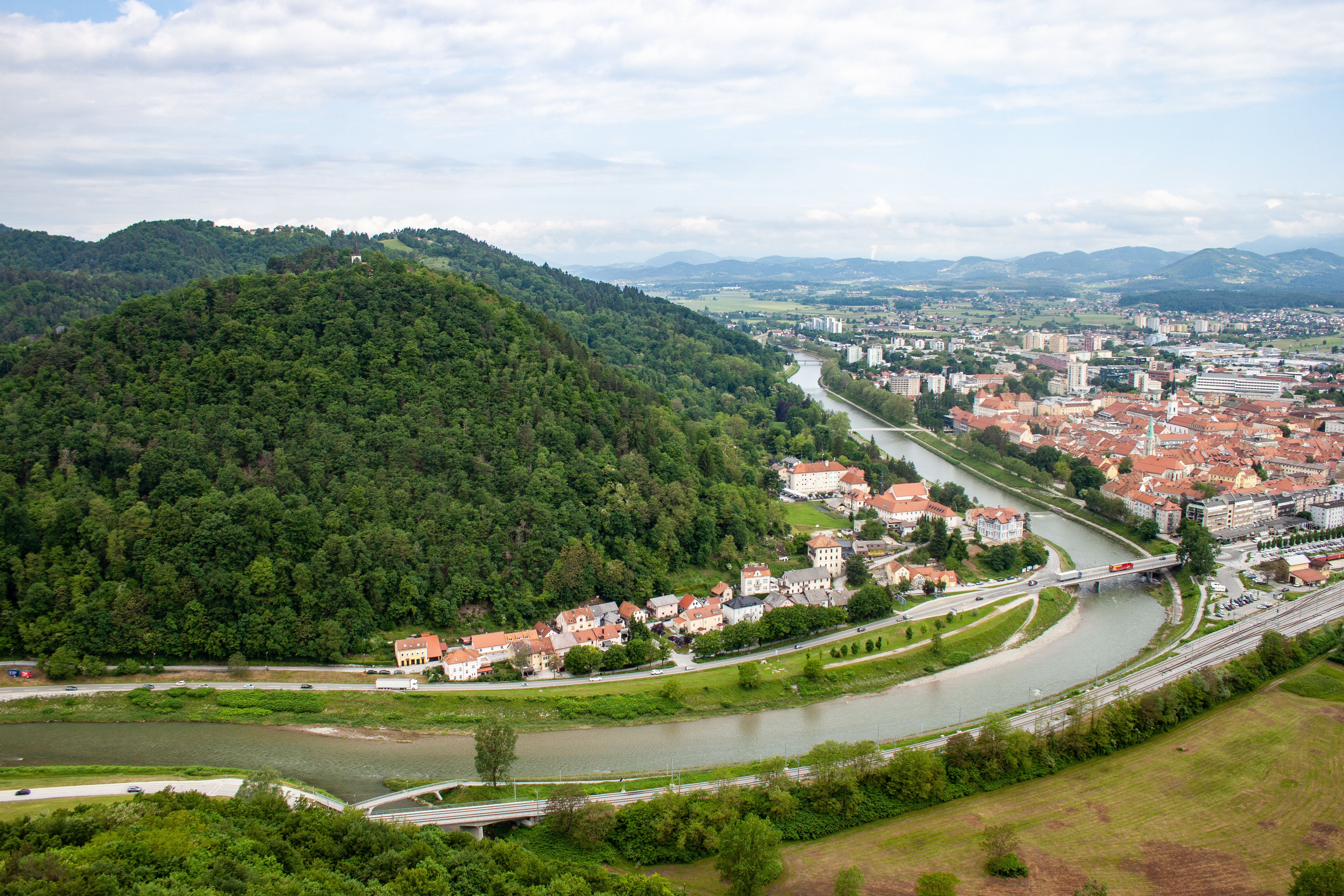
A Savinja a celjei várból nézve. Alul a Voglajna folyócska csatlakozik a Savinjához
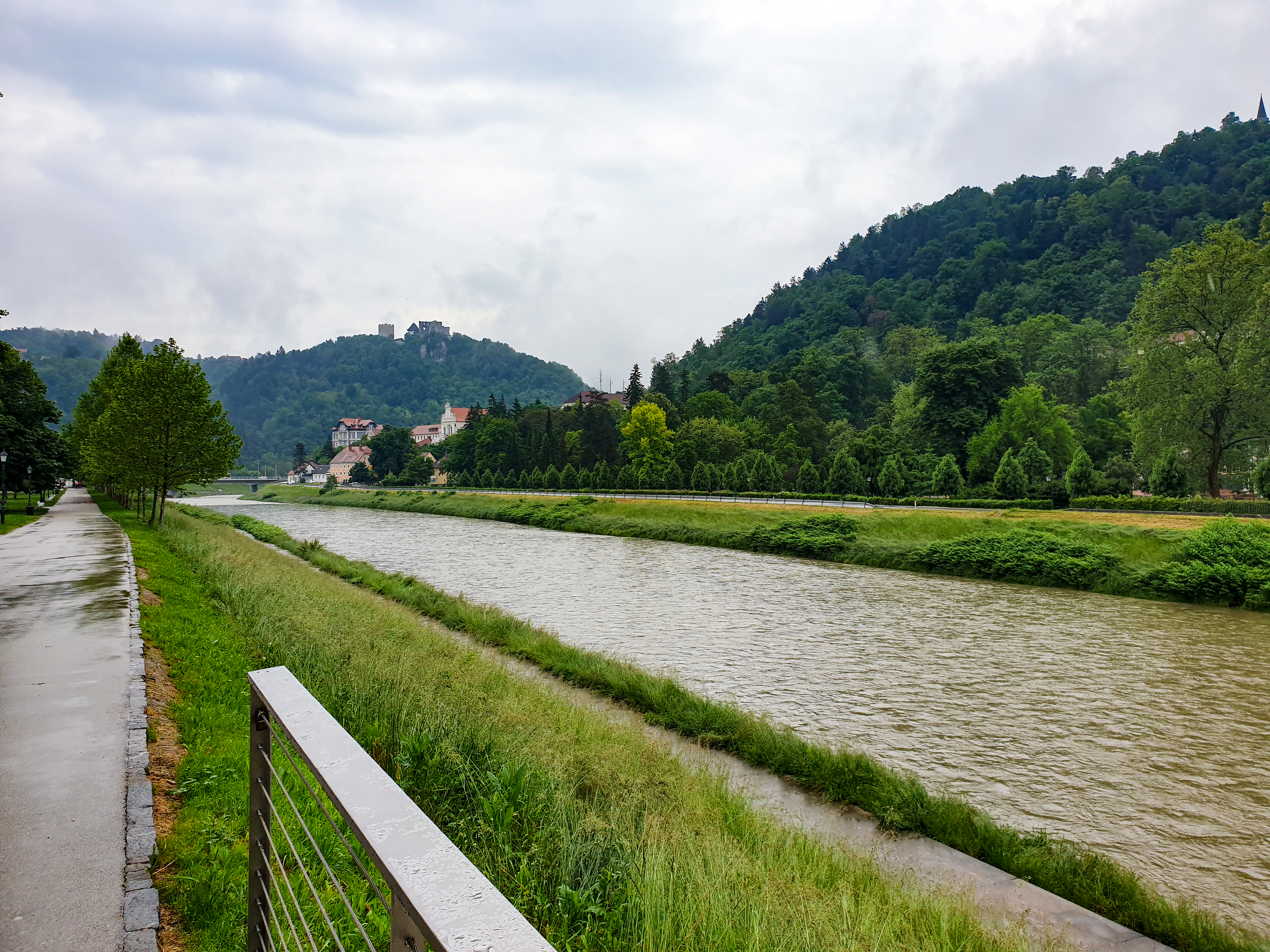
A Savinja Celje belvárosa mellett. A háttérben a celjei vár
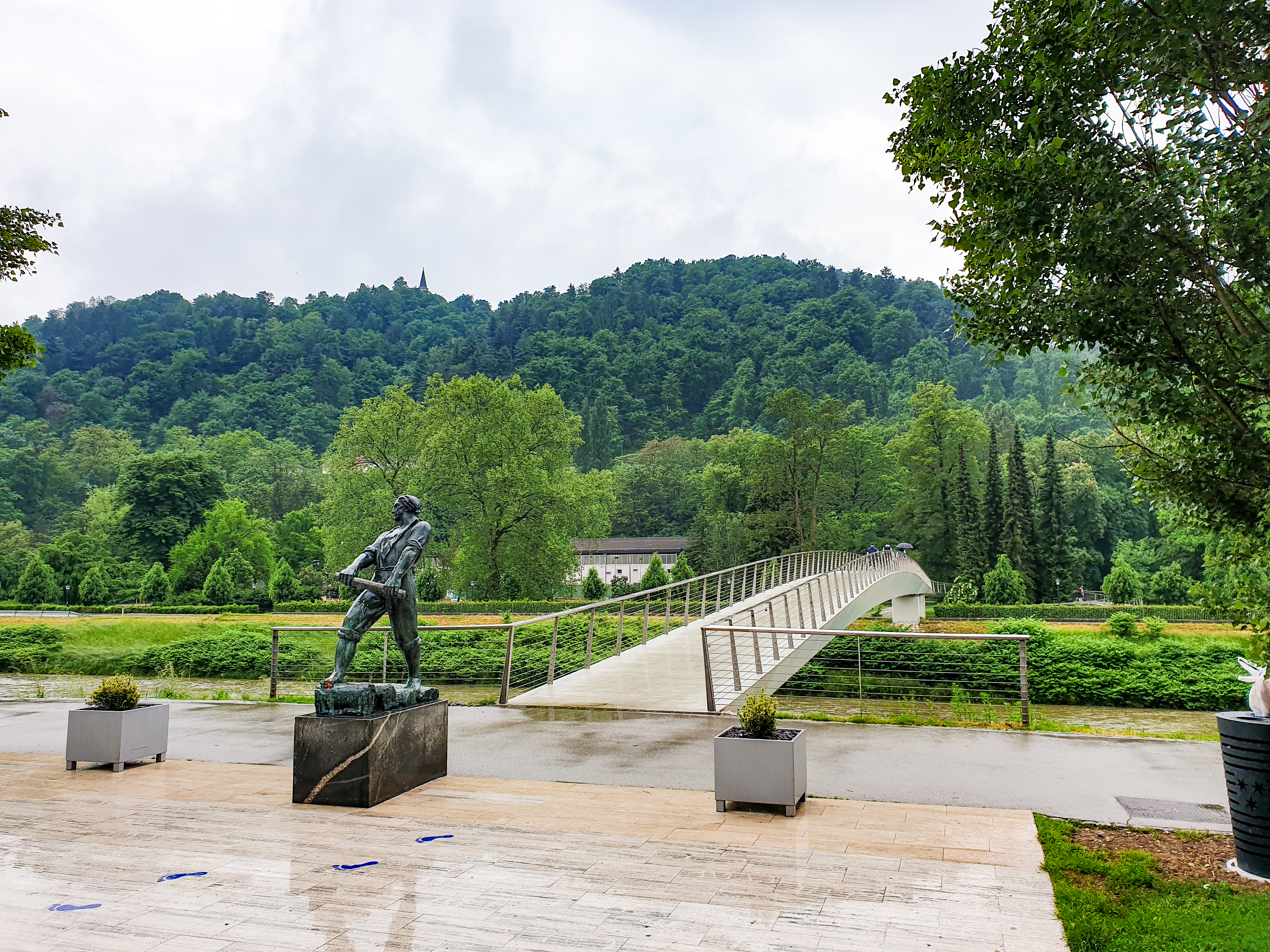
Gyaloghíd a Savinja felett